# Покровська церква (Дешковиця)
Покровська церква (Дешковиця)  — це дерев'яна триверха церква бойківського або лемківського типу, пам’ятка архітектури національного значення, розташована в с. Дешковиця, Закарпатської області.      
Церква була внесена до списку пам'яток архітектури Української РСР, що перебувають під охороною держави за № 1123.

## Історія
Церква побудована в с. Сільце з дуба в першій половині XVIII ст. та згадується у 1797 році.  Пізніше  (в 1839 р.) церкву перевезли на волах до с. Дешковиця та перебудували. Після перебудови в стилі барокової базиліки від первісного вигляду в церкві залишились зруби, два заломи колишнього шатрового верху над навою, шатрова стеля над вівтарем.
Про перевезення церкви свідчить напис на одвірку: 
“СЕЙ ДОМЪ БОЖІЙ КУПЛЕНЫЙ ОТ ВЕСИ СІЛЕЦКОЙ ДО ВІСИ ДЕШКОВИЦІ И СОЗДАНЪ POKY БОЖАГО AWЛΘ (1839) МЕСЯЦА ОКТОБРА”.
Існує легенда, що за церкву заплатив один з місцевих жителів, який знайшов скарб.
Церква була відремонтована в 1927 та 1967 роках. В 2000-х роках були плани перенести церкву до Ужгорода, розмістивши її в сквері в центрі міста, проте селяни не дали цього зробити.

## Архітектура
Церква триверха, витягнута у верх, побудована з дуба, накрита двоскатним дахом та вкрита гонтом. Над бабинцем розташована квадратна вежа, покрита підсябиттям яка завершується двоярусною банею в бароковому стилі. В середині на бабинці розташована плоска стеля, шатрований верх над навою та шатрована стеля над вівтарем. На зрубі розташовано хрест з написом — АФНД (1554) Мешко Иван.

## Дзвіниця
Коло церкви збудована каркасна двоярусна дерев’яна дзвіниця, датована 1839 роком, яка входить до складу пам'ятки архітектури. Дах церкви та верхній ярус оббиті гонтом

## Див також
- Церква святого Миколи Чудотворця (Ізки);
- Церква Святого Духа (Колочава);
- Церква Введення Пресвятої Богородиці (Розтока);
- Церква Різдва Пресвятої Богородиці (Пилипець).